# Ulrich Zasius

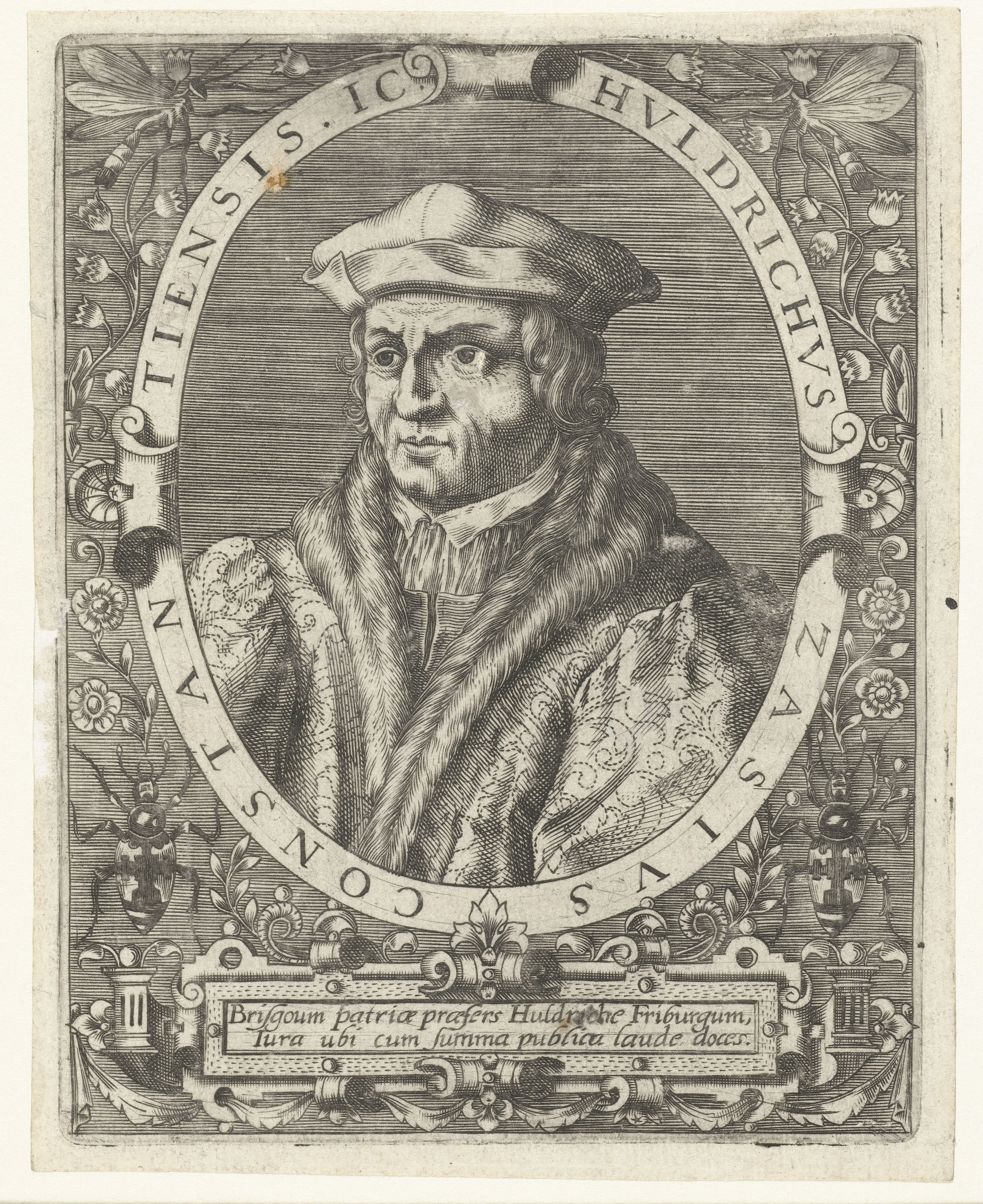
Huldrichus Zasius

Ulrich Zasius (*  1461 in Konstanz; † 24. November 1535 in Freiburg im Breisgau) war ein deutscher Jurist und Humanist.
Geboren als Ulrich Zäsy, nahm er später den latinisierten Namen Huldrichus oder Udalricus Zasius an. Er gehörte zu den bedeutenden Rechtsgelehrten an der Wende vom Mittelalter zur Neuzeit und pflegte Briefwechsel mit vielen bekannten Humanisten seiner Zeit, vor allem mit Erasmus von Rotterdam, den er 1518 erstmals persönlich traf.

## Leben
Er wurde als Ulrich Zäsy 1461 in Konstanz geboren. Nach Besuch der Domschule in Konstanz kam Ulrich Zasius 1481 an die Universität Tübingen. Nach zwei Studienjahren in Tübingen, wo er an der Artistenfakultät eingeschrieben war und mit dem Grad des Baccalaureus abschloss, trat er 1483 als Gerichtsschreiber und Notar in den Dienst des Bischofs von Konstanz. Im Jahr 1489 wurde er Stadtschreiber im aargauischen Baden (Schweiz). Im Jahre 1494 folgte der Ruf in das Stadtschreiberamt der Stadt Freiburg im Breisgau. Mit seinem Nachfolger Kaspar Frey blieb er lebenslang freundschaftlich verbunden. In Freiburg blieb er dann bis zu seinem Tod. Als Stadtschreiber organisierte Zasius die Akten- und Buchführung der Stadt neu und legte in diesem Zusammenhang erstmals auch ein Zugurteilsbuch an, in das die  vom Rat gefällten Oberhofbescheide künftig eingetragen werden sollten und tatsächlich bis zum Jahr 1609 auch eingetragen worden sind. Das Stadtschreiberamt gab Zasius  allerdings bald wieder auf und übernahm 1496 die Leitung der Lateinschule. Erst im Jahr 1499, also im Alter von 40 Jahren – er war inzwischen verheiratet und Vater mehrerer Kinder – immatrikulierte er sich in der juristischen Fakultät. Im Jahr 1501 wurde er zum doctor legum promoviert und war ab 1502 Gerichtsschreiber und Rechtskonsulent der Stadt. 1502 wurde Zasius mit der Stadtrechtsreform beauftragt.
1505 wurde er Professor der Rechte an der Universität Freiburg, zu seinen Schülern in dieser Zeit zählt unter anderem der prominente katholische Theologe Johannes Eck. Als solcher entwickelte er eine rege Lehr- und Forschungstätigkeit. Als Verfasser meist in ciceronianisch geschliffenem Latein verfasster Werke ist er bald weithin bekannt. „Preisen wir uns glücklich, den Lehrer gefunden zu haben, den Frankreich bewundert, den Italien anstaunt, den Spanien verherrlicht und den die Deutschen lieben“ schreibt einmal ein begeisterter Schüler. Kaiser Maximilian ernannte ihn 1508 zum kaiserlichen Rat.
1521 wurde sein Sohn Johann Ulrich Zasius geboren.

## Humanistische Jurisprudenz

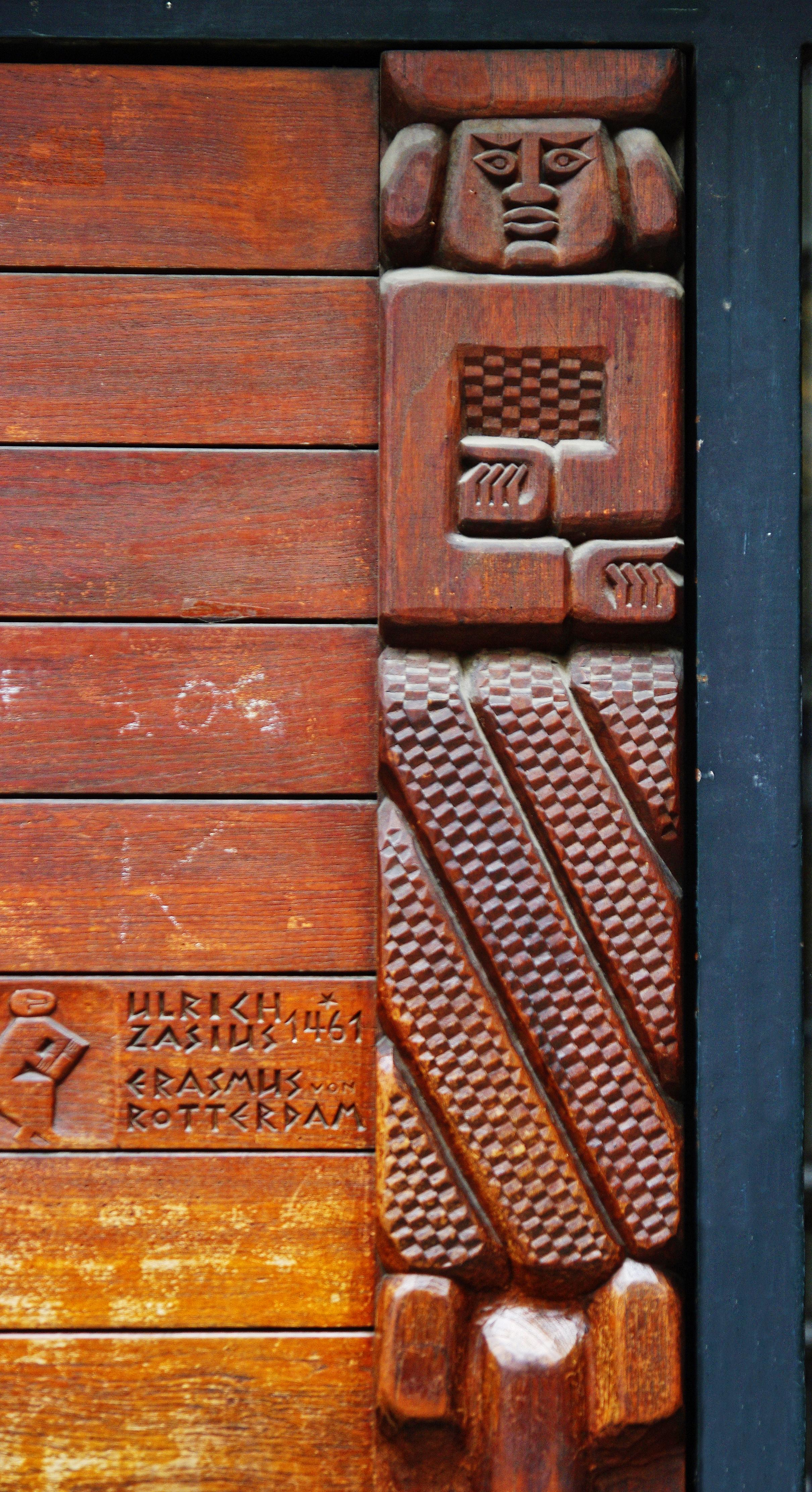
Porträt von Zasius an der Peterhofkapelle in Freiburg

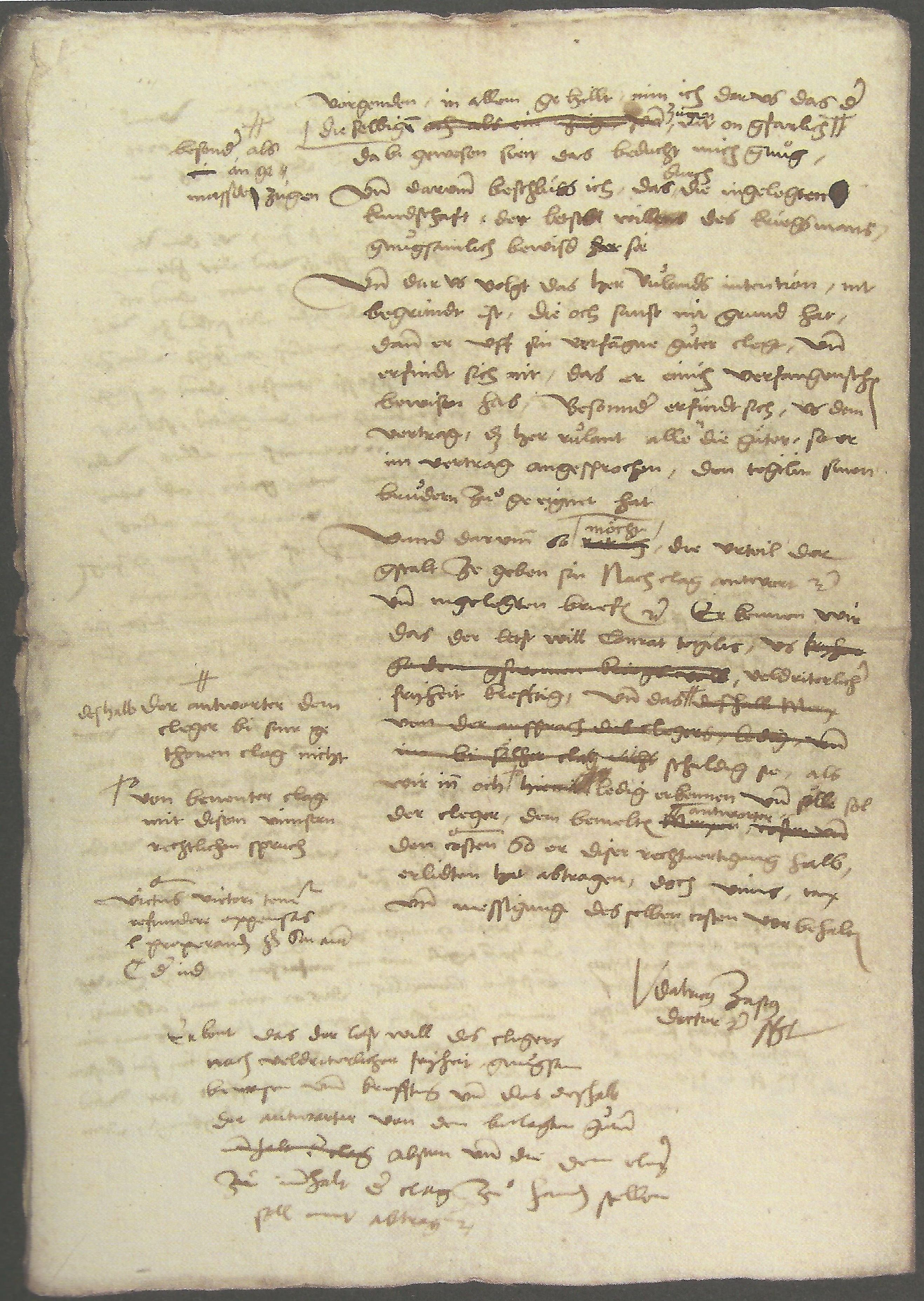
Letzte Seite des eigenhändigen Entwurfs von Ulrich Zasius für ein Rechtsgutachten zum Erbe des Conrad Tegelins von Wangen in Freiburg im Breisgau 1527. Stadtarchiv Freiburg A 1 XIV b Degelin 1525–1531

Ulrich Zasius spielte eine bedeutsame Vorläuferrolle des juristischen Humanismus, der die Abkehr von dem auch in der Jurisprudenz üblichen verknöcherten Wissenschaftsbetrieb der Scholastik darstellt. In der Rechtswissenschaft wird dieser Umbruch mit dem Schlagwort „mos Gallicus“ (französischer Brauch) in Abgrenzung vom „mos Italicus“ (italienischer Brauch) umschrieben. Als „mos Italicus“ wird die alte Methode bezeichnet, die oftmals unvollständig und nicht authentisch überlieferten römischen und kanonischen Rechtstexte durch Anpassung an die italienischen Sitten und Gebräuche zu interpretieren, wie dies bereits seit dem 12. Jahrhundert durch die Glossatoren und Kommentatoren geschehen war. Hierzu wurden dann weitschweifige, der praktischen Rechtsanwendung aber wenig förderliche Überlegungen angestellt. Das Neue der Methode des „mos Gallicus“ liegt zunächst darin, dass durch Textkritik die authentischen iustinianischen Rechtsquellen wiederhergestellt werden, um letztlich mit ihnen das klassische Recht zu erforschen.
Neu ist vor allem aber auch, dass die Interpretation dieser Texte nicht mehr lebensfremd als  l’art pour l’art wie in der Scholastik vorgenommen wird, sondern mit historischem Verständnis und orientiert am neuen Menschenbild der Renaissance. Zasius war zwar noch dem „mos Italicus“ verhaftet – auch für ihn waren die Digesten (d. h. das Fortgeschrittenenlehrbuch des kompilierten römischen Rechts) leges sacrae, also heilige und damit unantastbare Gesetze. Am 14. Februar 1517 schreibt Zasius an seinen Freund Claudius Cantiuncula:

„Die Barbarei hat wie ein Schlingengewächs den guten alten Stamm des römischen Rechts überwuchert und verhüllt ihn so sehr, dass es ihrer Entfernung samt der tiefeingesenkten Wurzeln bedürfte. Diese aber herauszureißen ohne Verletzung des Stammes selbst, scheue ich mich, um nicht noch mehr Schaden zu tun.“

Zasius war aber einer derjenigen, die begonnen haben, die römischen Quellen vom Rankenwerk nutzloser Kontroversen zu befreien und sie für die praktische Rechtsanwendung nutzbar zu machen. So schreibt er in seinen im Jahr 1518 erschienenen Lucubrationes auch für heute noch Gültiges:

„Von Nutzen wäre es, ja eine Notwendigkeit, jene ausgedehnten Kommentare zu kürzen, die wenig erklären, aber um so mehr verdunkeln, was jeder einsichtige Mensch leicht erkennt, wenn er sie nur aufschlägt. Denn sie sind mit einer Last von Streitfragen überladen und stellen oft mehr prunkvolle Gelehrsamkeit zur Schau als wahrhafte Lehre.“

Mit dem in gleicher Richtung wirkenden italienischen Juristen Andreas Alciatus (1492–1550) und dem französischen Juristen Gulielmus Budaeus (1467–1540) bildete Zasius das damals weithin so benannte juristische „Dreigestirn“ jener Zeit (so Erasmus). Aber auch viele Autoren der sogenannten spanischen Spätscholastik, wie Diego de Covarrubias y Leyva, waren dem Geist des juristischen Humanismus verpflichtet.
Einer seiner bekanntesten Schüler war der Frankfurter Jurist Johann Fichard.

## Zasius als Schöpfer des Freiburger Stadtrechts
Zasius praktischer Rechtssinn bewährte sich in besonderer Weise bei der Neugestaltung des Freiburger Stadtrechts von 1520, das im Wesentlichen sein Werk ist. Es gilt als wohlgelungene Verschmelzung römischen und deutschen Rechts und wird als gesetzgeberische Meisterleistung seiner Zeit gerühmt. Es war die bis ins 19. Jahrhundert hineinwirkende Grundlage einer eigenständigen Ordnung des Rechts- und Gerichtswesens der Stadt Freiburg und damit auch die maßgebliche Rechtsquelle für die Sprüche des Freiburger Oberhofs, dem Vorläufer des jetzigen Landgerichts Freiburg. Auch über Freiburg hinaus diente es als Vorbild für andere Stadt- und Landrechte.
Zasius, ein Vertreter der Theorie, dass Juden Sklaven der Christen seien, und der im Stile Luthers empfahl, „so grimmige Bestien auszustoßen“ und „jenen ekelhaften Auswurf in Finsternis versinken zu lassen“, diskriminierte auch im Neuen Stadtrecht die Juden explizit. So durften sie in Rechtsangelegenheiten kein Zeugnis ablegen und mit Freiburger Bürgern keine Gemeinschaft haben. Diese war nach dem Beschluss des Stadtrats aus dem Jahre 1401 „daz dekein Jude ze Friburg niemmerme sin sol“ ohnehin erschwert und wurde nun im Stadtrecht mit zwei Silbermark und im Wiederholungsfall mit der Ausweisung des Bürgers bestraft.

## Rezeption

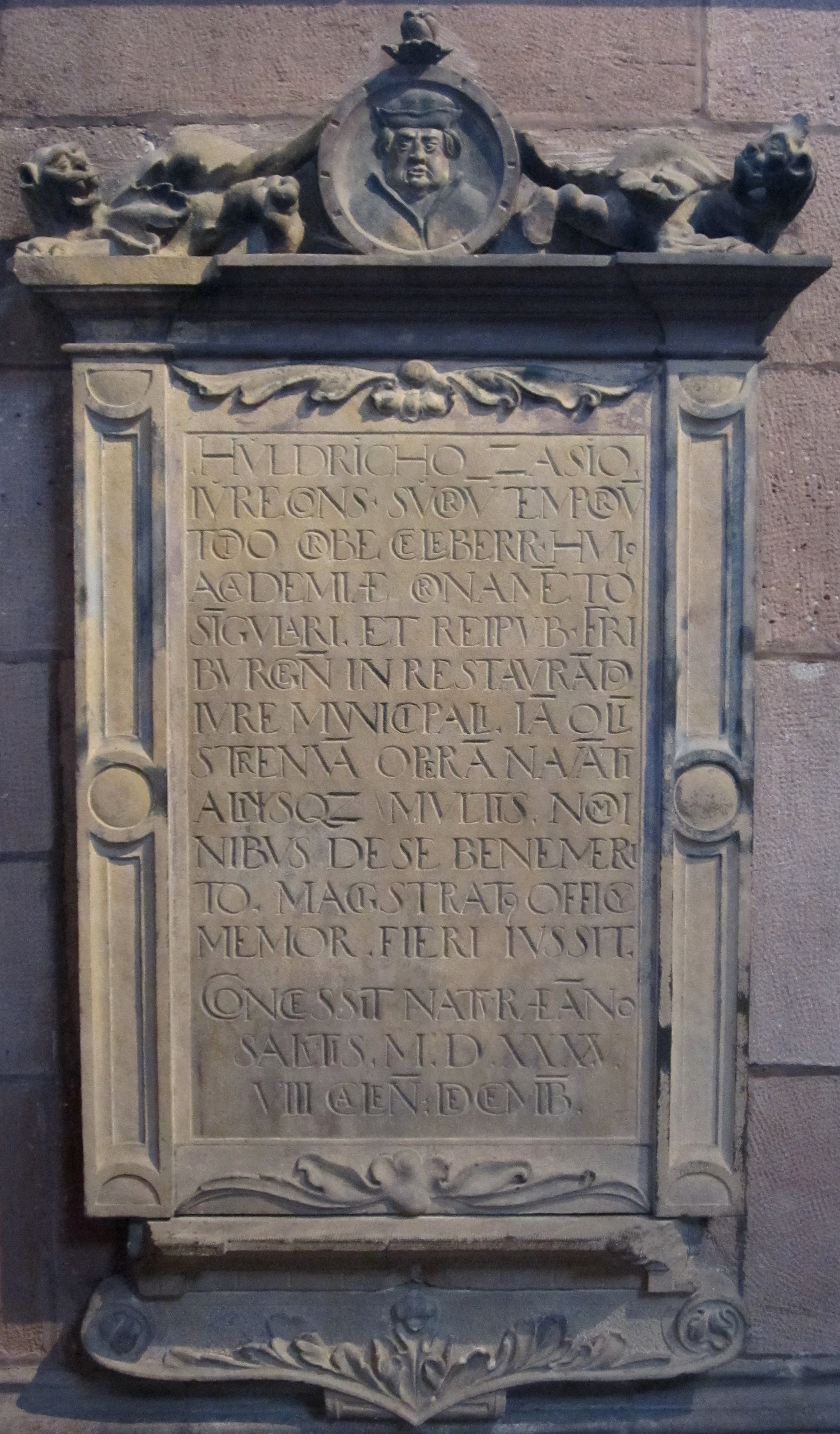
Epitaph im Freiburger Münster

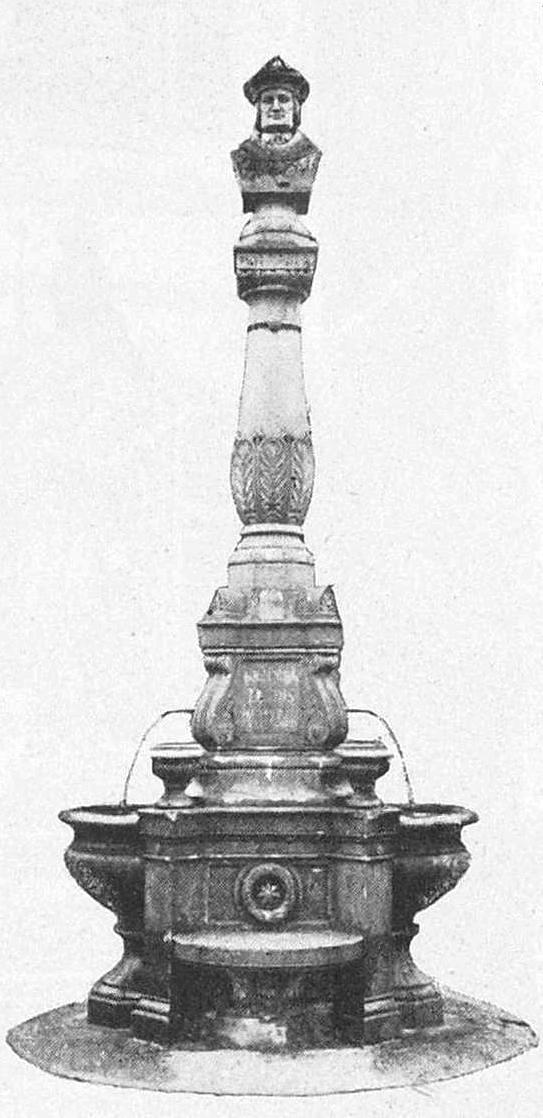
Der Zasius-Brunnen um 1900

Als Zasius am 24. November 1535 im Alter von 74 Jahren starb, errichtete ihm die Stadt im Chorumgang des Münsters ein auch heute noch dort befindliches Epitaph, dessen in überschwänglichem Latein gehaltene Inschrift ihn als den weithin bekanntesten Rechtsgelehrten seiner Zeit, als einzigartige Zierde der Universität und als Schöpfer des neuen Stadtrechts preist. Im Jahr 1868 schuf der Bildhauer Wilhelm Walliser zudem ein Brunnendenkmal für Zasius, das vor dem damaligen Berthold-Gymnasium aufgestellt wurde.
Eine nach ihm benannte Zasiusstraße gibt es im Konstanzer Stadtteil Paradies und im Freiburger Stadtteil Wiehre. Letzteres wurde nach 2012 auf Empfehlung der Kommission zur Überprüfung der Freiburger Straßennamen mit einem Erläuterungsschild mit folgendem Text versehen: „Die Straßenbenennung erfolgte 1882. Zasius verfasste 1520 als Stadtschreiber das fortschrittliche und überregional bedeutende Freiburger „Neue Stadtrecht“. Dieses enthielt aber auch rigide und antisemitische Bestimmungen.“
Über ihn schrieb Erasmus von Rotterdam, der in den unruhigen Zeiten der Basler Reformation von Basel nach Freiburg geflohen war und dann für sechs Jahre, nämlich von 1529 bis 1535 in Freiburg lebte, seinem Freund, dem Nürnberger Juristen und Humanisten Willibald Pirckheimer am 15. Juli 1529: „Ich habe in Deutschland noch nichts gesehen, was ich so bewundert hätte wie den Charakter des Ulrich Zasius. Dieser Mann verdient Unsterblichkeit!“

## Werke

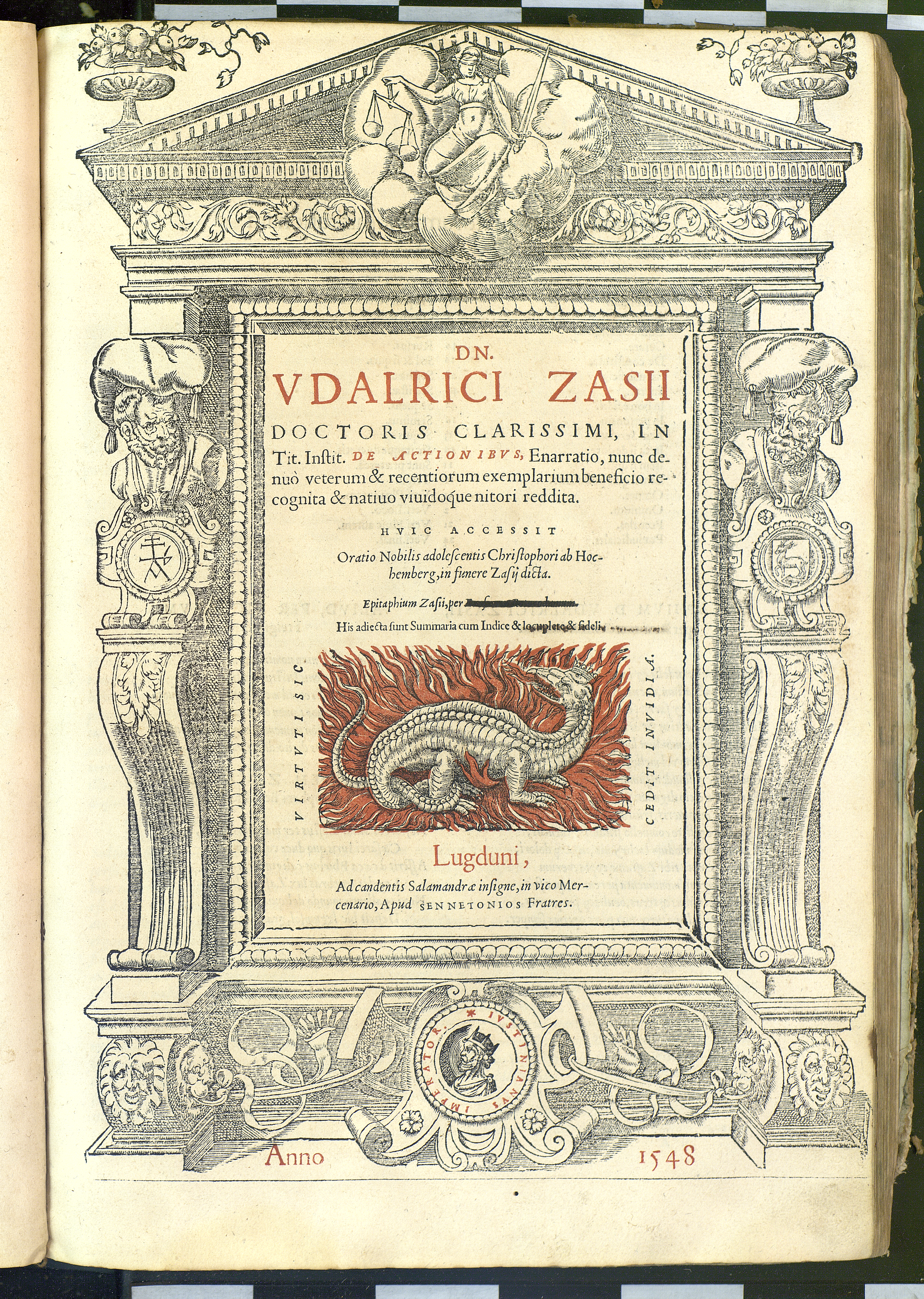
Enarratio in titulum Institutionum de actionibus, 1548

- Enarratio in titulum Institutionum de actionibus. 1548 (Latein, beic.it).
- In primam Digestorum partem paratitla. (Latein, beic.it).
- Enarrationes in titulum de verborum obligationibus. (Latein, beic.it).
- In usus feudorum epitome. (Latein, beic.it).
- In sequentes FF. Veteris titulos lecturae. (Latein, beic.it).
- Enarrationes in titulum FF. Si cert. petatur. (Latein, beic.it).
- In aliquot Digestorum titulos enarrationes. (Latein, beic.it).
- In sequentes Digestorum titulos enarrationes. (Latein, beic.it).
- In titulum FF. de re iudicata lectura. (Latein, beic.it).
- In celeberrimos aliquot titulos FF. enarrationes. (Latein, beic.it).